# St. Ottilia (Stuttgart)

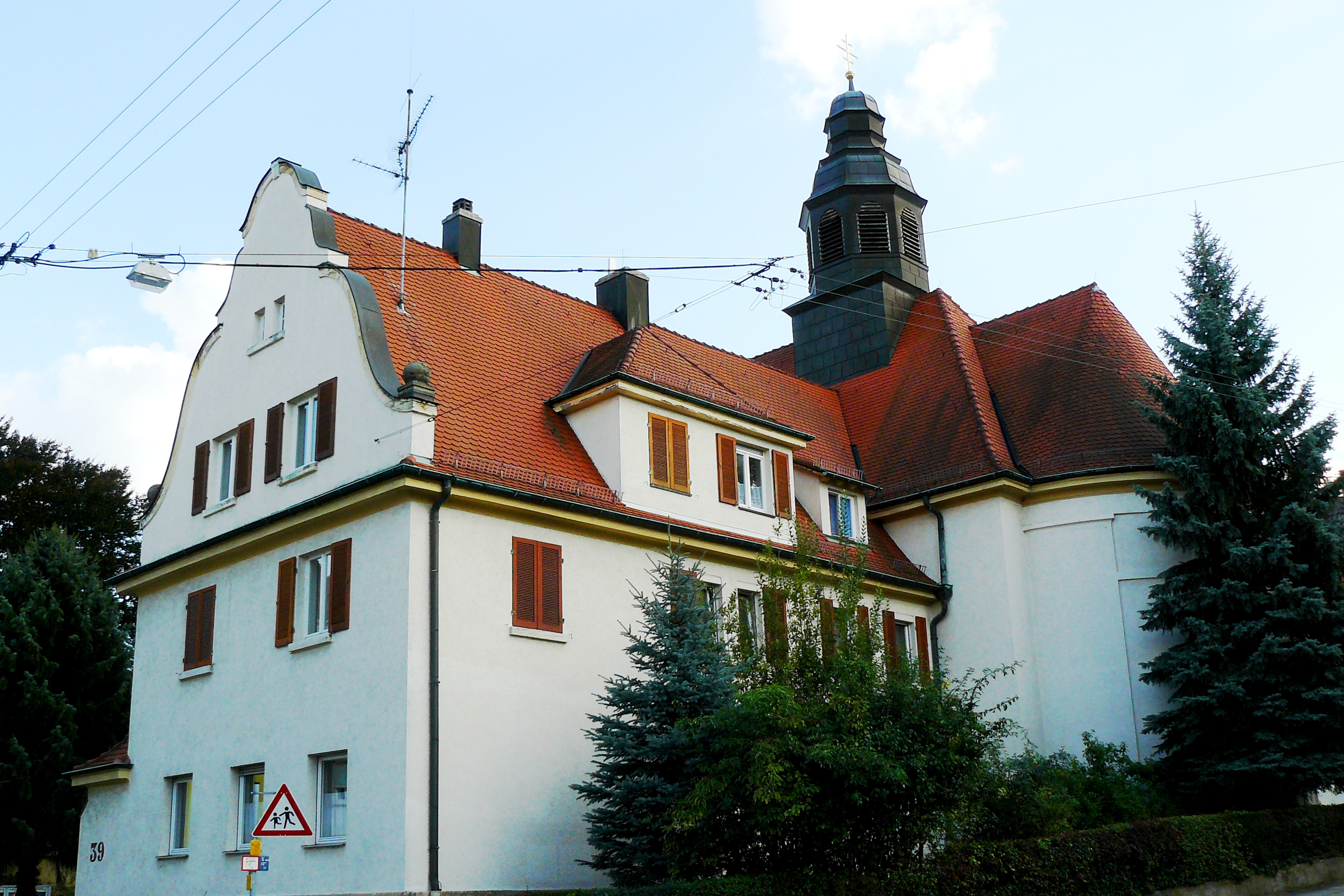
Kirche St. Ottilia und Pfarrhaus

Die römisch-katholische Pfarrkirche St. Ottilia steht in Münster, einem Stadtbezirk von Stuttgart. Das Bauwerk ist beim Landesamt für Denkmalpflege Baden-Württemberg als Baudenkmal eingetragen. Die Kirchengemeinde gehört zum Stadtdekanat Stuttgart in der Diözese Rottenburg-Stuttgart.

## Beschreibung
Die neobarocke Saalkirche wurde 1913–18 nach Entwürfen von Edmund Captain und Joseph Steiner gebaut. Sie besteht aus einem Langhaus, an das nach Norden das Pfarrhaus angebaut ist, und einem halbkreisförmigen Chor im Westen. Aus dem Satteldach des Langhauses erhebt sich ein quadratischer Dachreiter, dessen achteckiges Obergeschoss den Glockenstuhl enthält. 
Die Wandmalereien im Chor, auf denen sich Darstellungen von Jesus Christus befinden, hat 1949 Wilhelm Geyer gestaltet.